# Gnophos perruptata
Gnophos perruptata là một loài bướm đêm trong họ Geometridae.